# Wilma Westenberg
Wilma Westenberg (Enschede, 29 juni 1994) is een Nederlandse blogger, YouTuber en ontwerpster van haakpatronen. Al op jonge leeftijd hield zij zich met haakpatronen bezig. In 2006 ging haar carrière van start als blogger waar zij schreef over haar zeldzame ziekte. In 2020 behaalde Westenberg de 100.000 abonnees op haar YouTube-kanaal.

## Carrière

### 2006: Blogger
Westenberg's carrière ging van start als blogger. In 2006 startte zij haar blog over haar zeldzame ziekte. Hierin schrijft zij over de aangeboren goedaardige tumor in haar wang genaamd Facial Infiltrating Lipomatosis (FIL) waar wereldwijd slechts enkele mensen mee gediagnosticeerd zijn. De impact van Westenberg's blog is kenbaar gemaakt door de aandacht en prijzen die deze website ontving door derden. Op de website worden lezers geïnformeerd over Westenberg's leven met deze ziekte.

### 2012: TedxTalk
Middels haar website kwam Westenberg in de schijnwerpers. Zo presenteerde zij al op 18-jarige leeftijd een TedxTalk over haar leven. Hierbij inspireerde zij de luisteraars over haar leven en het omzetten van zwaktes in sterktes.

### 2014 - Heden: Haken
In 2014 begon Westenberg met haar hobby haken wat later uitgroeide tot een succesvol bedrijf. Op haar website deelt ze zelfontworpen haakpatronen. Hiermee trekt ze voornamelijk een internationaal en vrouwelijk publiek. Het YouTube-kanaal Wilma Westenberg trekt meer dan 100.000 abonnees.
Westenberg is actief geweest in diverse adviesraden zoals de DigiRaad van ECP (Platform voor de informatiesamenleving), 21 Learners of the 21st Century van Kennisnet en de Young Advisory Board van Randstad N.V..
Sinds haar diagnose in 2018 is zij op internationaal niveau actief in de belangenbehartiging van zeldzame aanboren vaatziekten en aandoeningen veroorzaakt door het PIK3ca gen (PROS). Zo reist ze de wereld rond om lotgenoten te ontmoeten. Sinds 2020 maakt ze deel uit van het bestuur van HEVAS, een Nederlandse patiëntenorganisatie.

## Prijzen

### 2006 - 2011: Gouden @penstaart
Het succes van Westenberg's website werd kenbaar gemaakt door verschillende prijzen die zij ontving. In 2011 werd de Gouden @penstaart gewonnen, een prijs uitgegeven aan de beste website gemaakt door en voor kinderen.

### 2012 - 2018: Jongere van het Jaar en Jonge 100
In 2012 werd Westenberg opgenomen in ‘Jongere van het Jaar’. Bovendien werd ze geplaatst in ‘De jonge 100’ in 2017 en 2018, twee lijsten van jonge veelbelovende ondernemers in Nederland onder de 25 jaar.

### 2013: Youth Achievement Award
Ook internationaal werd Westenberg's succes kenbaar. In 2013 ontving zij wederom een prijs voor haar website. Ditmaal de eerste Europese prijs van ‘Youth Achievement Award’ in Brussel.